# Paula Bomer
Paula Bomer (* 24. Mai 1968) ist eine US-amerikanische Autorin und Verlegerin.

## Leben
Paula Bomer ist in South Bend, Indiana, aufgewachsen und lebt seit den 1990er Jahren in New York. Sie hat zwei Bände mit Erzählungen (Baby, Madeleine), einen Roman (Neun Monate) und eine Sammlung von Essays (Mystery and Mortality) veröffentlicht. Neben ihrer Arbeit als Autorin ist sie als Verlegerin von Sententia Books tätig und gibt die Anthologie Sententia: A Literary Journal heraus. Paula Bomer ist verheiratet und hat zwei Söhne.

## Werke
- Baby. Erzählungen. Open House, Leipzig 2014, ISBN 978-3-944122-08-3 (im Original: Baby. And other stories. Word Riot Press, New York 2010, ISBN 978-0-9779343-7-9).
- Neun Monate. Roman. Open House, Leipzig 2015, ISBN 978-3-944122-13-7 (im Original: Nine Months. A novel. Soho Press, New York 2012, ISBN 978-1-61695-146-7).
- Madeleine. Erzählungen. Open House, Leipzig 2017, ISBN 978-3-944122-30-4 (im Original: Inside Madeleine. Stories. Soho Press, New York 2014, ISBN 978-1-61695-309-6).
- Mystery and Mortality: Essays on the Sad, Short Gift of Life. Publishing Genius, Baltimore 2017, ISBN 978-0-9906020-9-5